# St. Sulpicius (Diest)

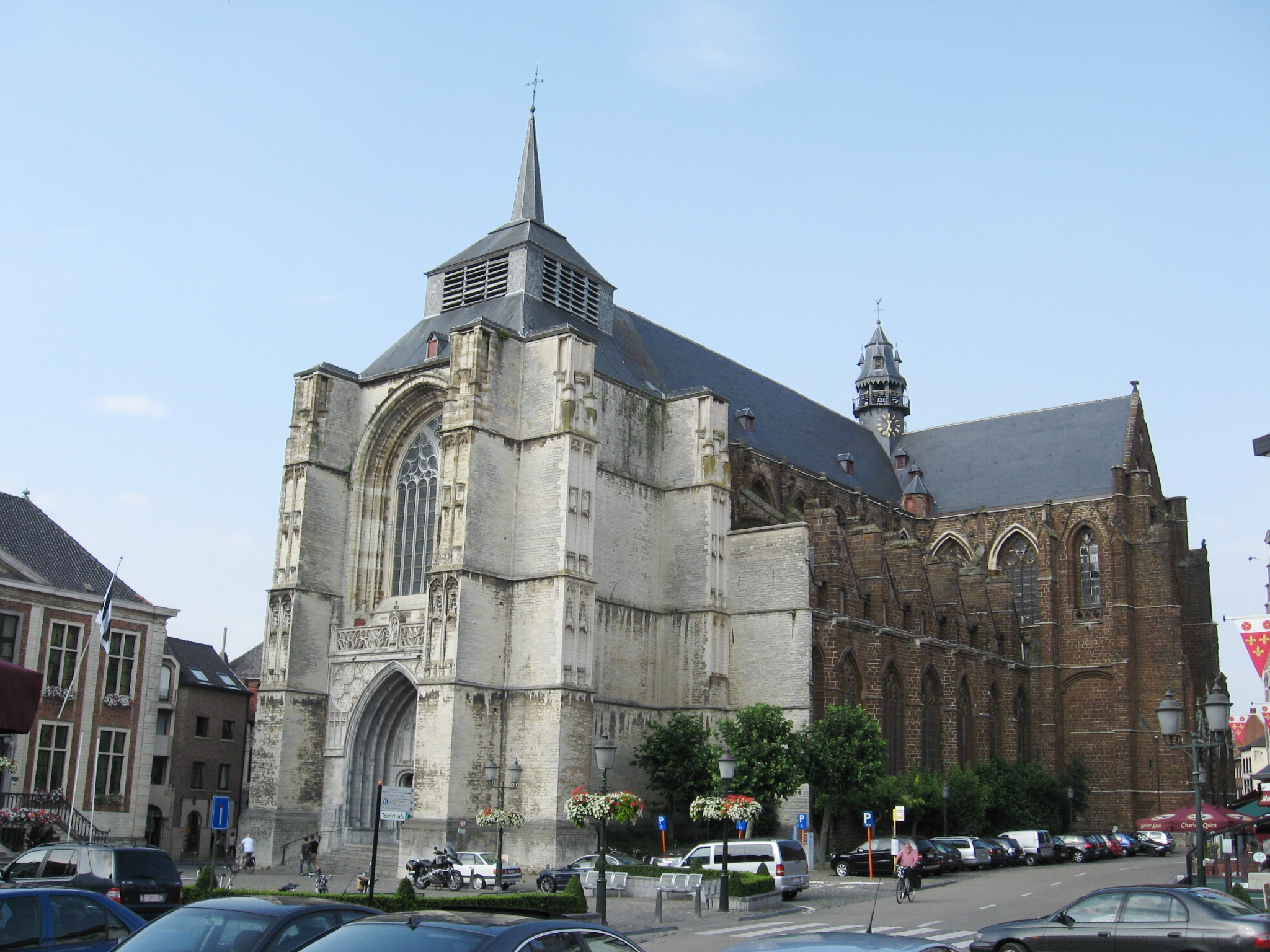
St. Sulpitius (Diest)

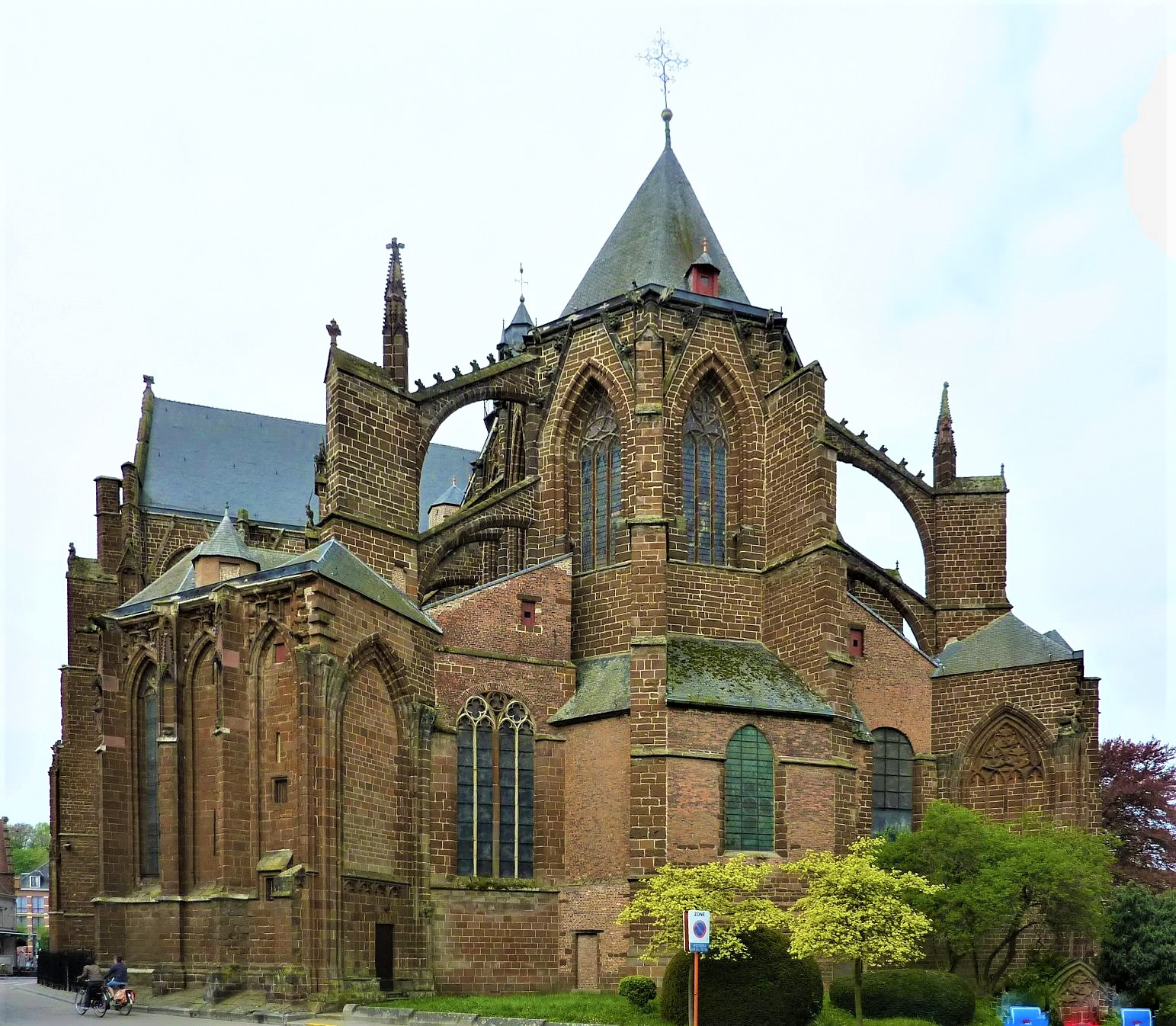
Südostansicht mit unvollendeten Kapellen

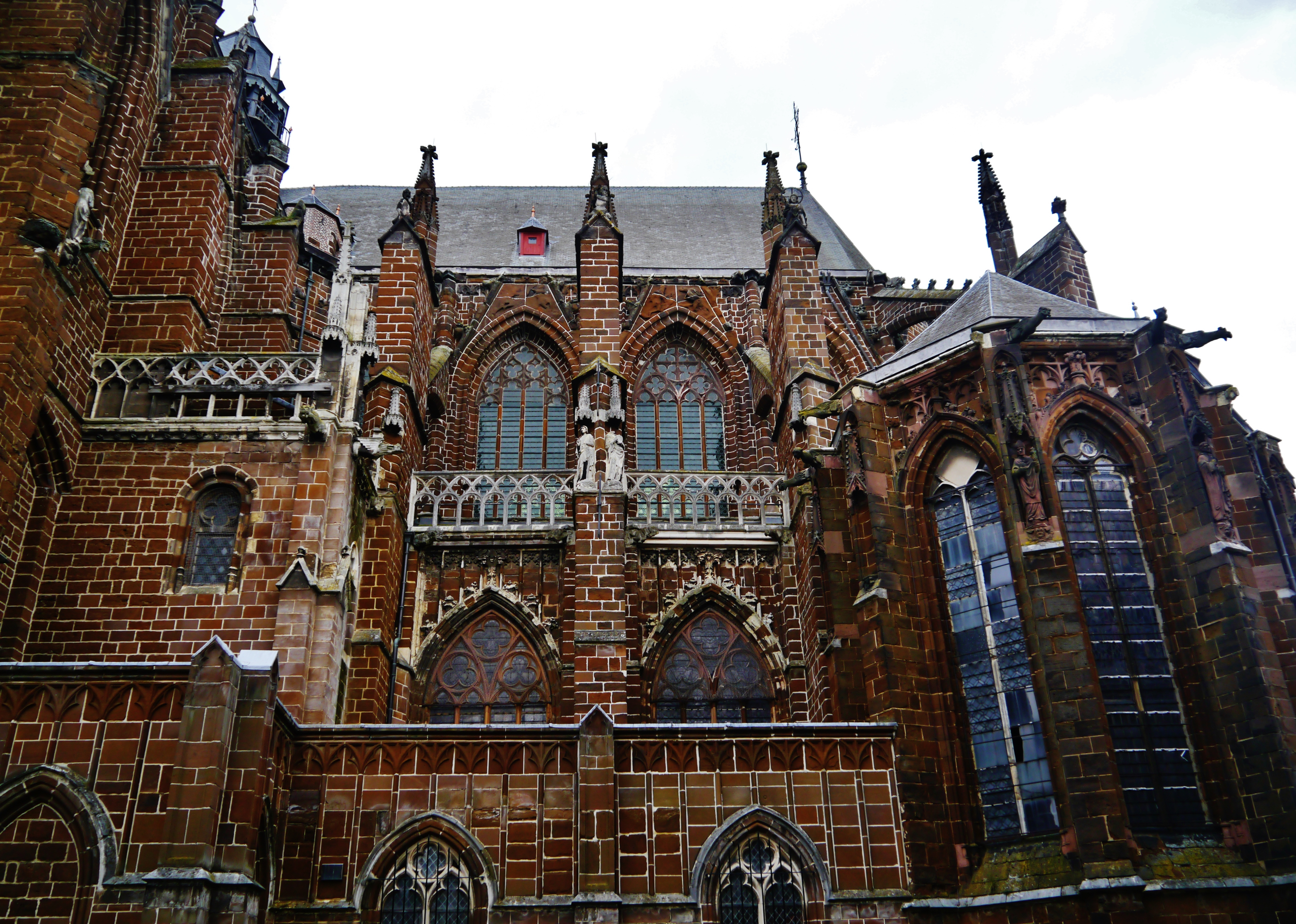
Chor von Süden

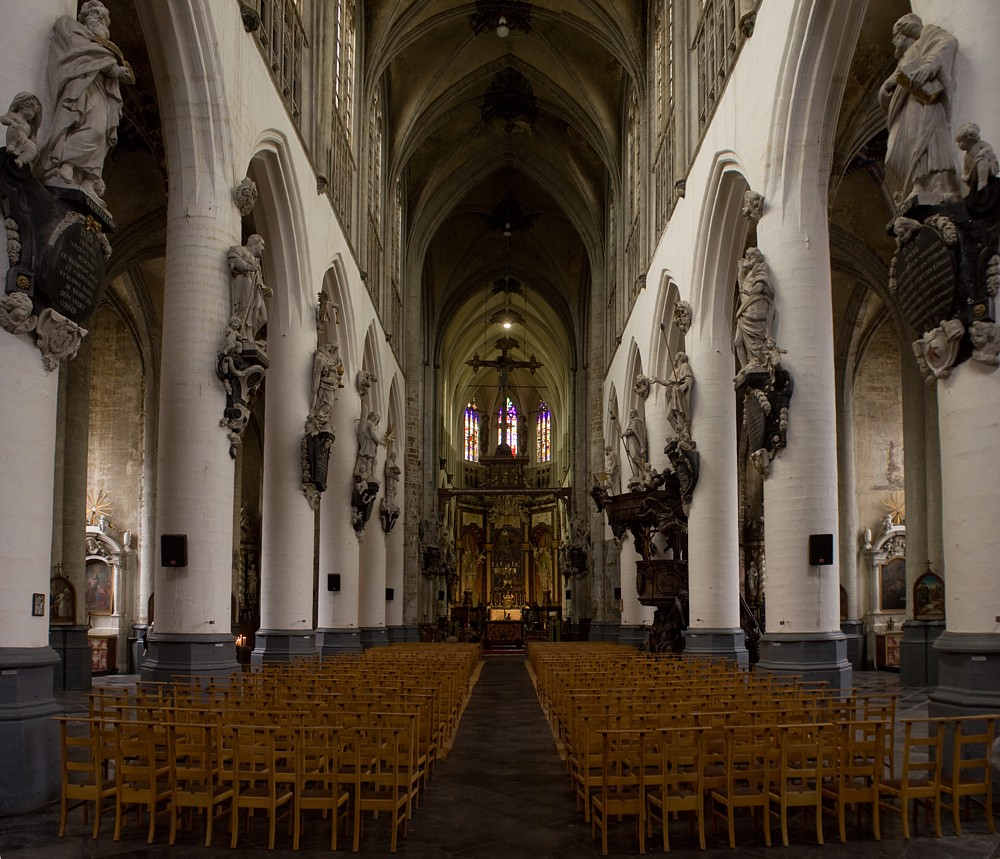
Innenansicht

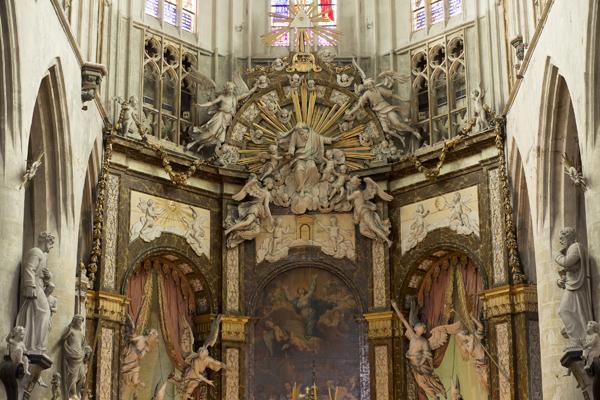
Altar

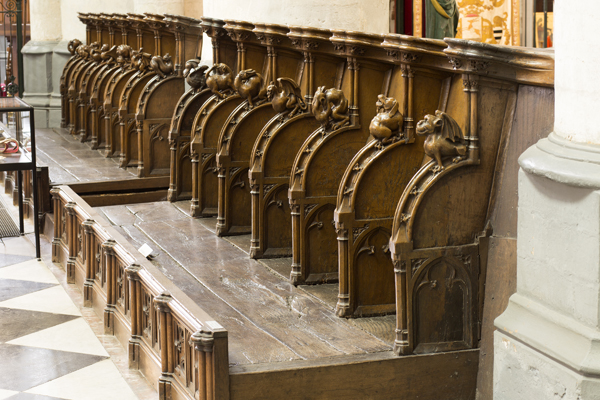
Chorgestühl

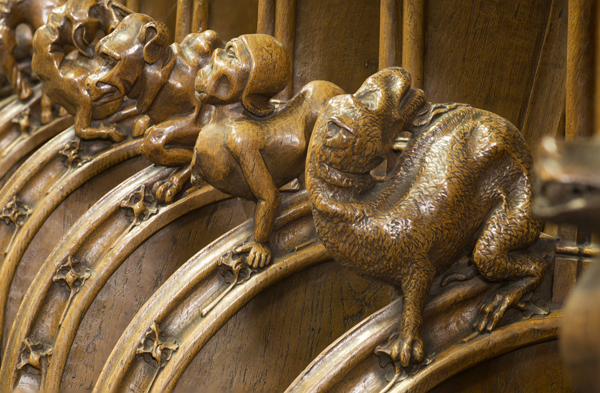
Drolerien am Chorgestühl

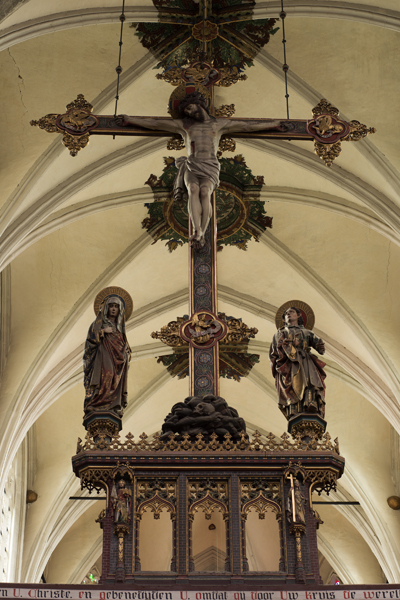
Triumphkreuz

Die römisch-katholische Kirche St. Sulpicius (niederländisch Sint-Sulpitiuskerk) im belgischen Diest, Provinz Flämisch Brabant ist eine gotische Pfarrkirche am Grote Markt, in der 1618 Philipp Wilhelm, der älteste Sohn von Wilhelm von Oranien und seiner ersten Frau Anna van Buren, beigesetzt wurde. Die Kirche hat ihren Namen von dem heiliggesprochenen Sulpicius (7. Jahrhundert). Sie ist als geschütztes Kulturdenkmal registriert.

## Geschichte
Die Kirche ist ein Beispiel für den Stil der Demergotik, gebaut aus Eisensandstein und weißem Kalkstein. Der erste Architekt der Kirche war ein Franzose, Pierre de Savoye. Während des gesamten Bauvorgangs (von 1321 bis 1534) sollen insgesamt 18 Architekten beteiligt gewesen sein, darunter bekannte Baumeister wie Sulpitius van Vorst und verschiedene Mitglieder der Baumeisterfamilie Keldermans. Zum Beispiel baute Antoon Keldermans den Chorumgang zwischen 1483 und 1489.
Obwohl der Bau der Kirche im Jahr 1534 beendet wurde, war das Bauwerk noch bei weitem nicht fertiggestellt. Vom ursprünglichen Plan fehlen bis heute noch drei der fünf Umgangskapellen und vom Westturm ist nur der Unterbau fertig.
Ein markantes Merkmal der Kirche ist der Dachreiter auf der Vierung, der unter dem Spitznamen Senftopf bekannt wurde. Im Jahr 1671 wurde ein Carillon installiert, das heute aus 47 Glocken besteht, von denen 32 von Pieter Hemony aus Amsterdam gegossen wurden. Teun Michiels und Wim Van den Broeck sind die Carilloneure von Diest.
Der Innenraum beherbergt viele Kirchenschätze, die aus verschiedenen Epochen der Kunstgeschichte stammen. Es gibt ein spätgotisches Triumphkreuz, ein Renaissance-Tabernakel, eine Barockkanzel und auch das Taufbecken, das bei der Taufe des späteren Heiligen Jan Berchmans verwendet wurde.
Die Orgel ist ein Werk von Blasius Bremser aus dem Jahr 1671, das 1807 aus der Kirche St. Walburgis in Antwerpen an den heutigen Ort umgesetzt und 1828 durch Theodoor Smet umgebaut und erweitert wurde. Sie hat heute nach mehreren weiteren Umbauten 31 Register auf drei Manualen und Pedal und wurde im Jahr 2010 restauriert.
Die meiste Aufmerksamkeit zieht jedoch der Grabstein vor dem Hauptaltar auf sich, unter dem sich das Grab von Philipp Wilhelm, Herr von Diest, befindet. In seinem Testament hatte er festgelegt, dass er in einer der Städte (Breda, Orange, Lons-le-Saunier oder Diest) begraben werden wollte, die seinem Sterbeort am nächsten lag. Als er am 20. Februar 1618 im Hof van Nassau auf dem Koudenberg in Brüssel starb, fiel die Wahl auf Diest. Dort wurde er am 1. April 1618 einbalsamiert in einem Bleisarg und in einem Holzsarg beigesetzt (Herz und Eingeweide wurden separat beigesetzt und befinden sich ebenfalls im Grab). Für die Bestattung musste eine spezielle Gruft ausgehoben werden.
Auf dem neuen Grabstein aus dem Jahr 1965 (der vorherige war in der Wand hinter dem Hochchor angebracht und wurde bei der Feier der Union der Oranierstädte ersetzt) steht ein lateinischer Text:

„D. O. M.

Ostium monumenti

Illustrissime principis

Philippi Guilielmi

Principis Auraici

Comitis Nassaviæ etc. 

Defuncti Bruxellis

XX Februari Anno

MDCXVIII

R. I. P.“

Übersetzt ins Deutsche heißt das:

„An Gott, den Höchsten und Größten

Eingang zum Grabdenkmal

des erlauchten Fürsten

Philipp Wilhelms

Prinz von Oranien

Graf von Nassau, usw. 

Gestorben in Brüssel

20. Februar 1618

Er ruhe in Frieden“

## Öffnung der Gruft

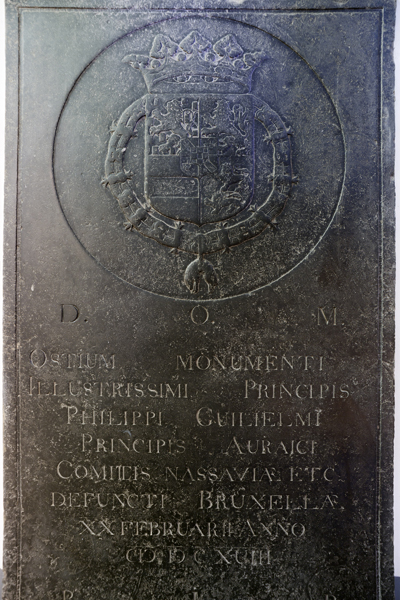
Grabplatte Philipp Wilhelms

Im Laufe der Zeit wurde die Gruft mehrmals geöffnet wegen
- Reparaturen an der Kirche selbst (1851),
- Wissbegier (1740, 1948),
- Untersuchung des Zustands der Grabstätte (1851, 1944, 1947).

Im Jahr 1944 wurde Königin Wilhelmina selbst angesprochen und über den Zustand des Grabes und dessen Restaurierung informiert. Wilhelminas Vorschlag, die sterblichen Überreste in die Königliche Krypta in Delft zu überführen, wurde diplomatisch abgelehnt, da dies nicht dem Wunsch des Verstorbenen entsprach.
Eine Inspektion folgte 1947 in Anwesenheit von Vertretern der Königin und ein Jahr später wurde der Sarg geöffnet, um zu sehen, ob sich interessante Juwelen oder Grabbeigaben im Sarg befinden.
An einer der Öffnungen des Grabes wurde ein Foto des Bleisarges gemacht, von dem dann eine Postkarte angefertigt wurde. Dies führte zu einigem Unmut in der königlichen Familie, woraufhin beschlossen wurde, die Karte aus dem Verkehr zu ziehen.

## Gegenwart
Im Jahre 1936 wurde die Kirche in die Liste der Denkmäler aufgenommen. Die Kirche beherbergt auch ein Museum für religiöse Kunst.
Ab 2008 wurde eine Tradition wieder eingeführt: Philipp Wilhelm hatte in seinem Testament verfügt, dass in der Kirche, in der er begraben werden soll, neben seiner Grabstätte auch eine „Ewige Messe für die Ruhe seiner Seele“ gelesen wird. Diese Kirchenmessen hatten seit Jahrhunderten nicht mehr stattgefunden. Mit der Wiedereinführung der Messe hofft die Kirche, mehr Interesse aus dem In- und Ausland zu wecken.